# Diongolo Traoré
Pour les articles homonymes, voir Traoré.
 (juillet 2017).
Si vous disposez d'ouvrages ou d'articles de référence ou si vous connaissez des sites web de qualité traitant du thème abordé ici, merci de compléter l'article en donnant les références utiles à sa vérifiabilité et en les liant à la section « Notes et références ».
Diongolo Traoré, né en 1914 à Samogohiri dans la province du Kénédougou au Burkina-Faso et mort le 18 avril 1971, près de Boussouma,  est un homme politique burkinabé.

## Biographie
Vétérinaire, il fut sénateur du territoire de la Haute-Volta du 18 juin 1952 au 8 juin 1958[réf. nécessaire].
Il est le cofondateur avec Nazi Boni du Mouvement populaire d'émancipation africaine (MPEA) le 29 août 1954, puis de sa mutation en Mouvement populaire africain (MPA) avant le congrès constitutif du PRA à Dakar en 1958.
Proche de Nazi Boni et membre du Parti du rassemblement africain (PRA), il est choisi pour lui succéder à la tête du parti fédéraliste lorsque celui-ci décède dans un accident de la route en 1969. Son élection est le fruit d'un consensus entre les courants de Laousséni Ouédraogo et Palé Issa Welté qui se livre à une âpre lutte pour la succession du fondateur du PRA. 
Personnalité conciliante et respectée au sein du PRA, il est vu comme l'homme providentiel pour préserver l'unité du parti et l'héritage des luttes de Nazi Boni. Il meurt lui aussi prématurément dans un accident de voiture près de Boussouma (à 80 km au nord de Ouagadougou), le 11 avril 1971.

## Hommage
- Le lycée provinciale Diongolo Traoré d'Orodara a été baptisé en son honneur.